# Golaten
Golaten (toponimo tedesco) è una frazione del comune svizzero di Kallnach, nella regione di Seeland (circondario del Seeland), nel Canton Berna. Fino al 31 dicembre 2018, Golaten era un comune autonomo nella regione di Berna-Altipiano svizzero (circondario di Berna-Altipiano svizzero).

## Storia
Golaten venne menzionato per la prima volta intorno al 988 come Gulada, poi nel 1277 come Golatun
Il 1° gennaio 2019 si è fuso con il comune di Kallnach.

## Società

### Evoluzione demografica
L'evoluzione demografica è riportata nella seguente tabella:

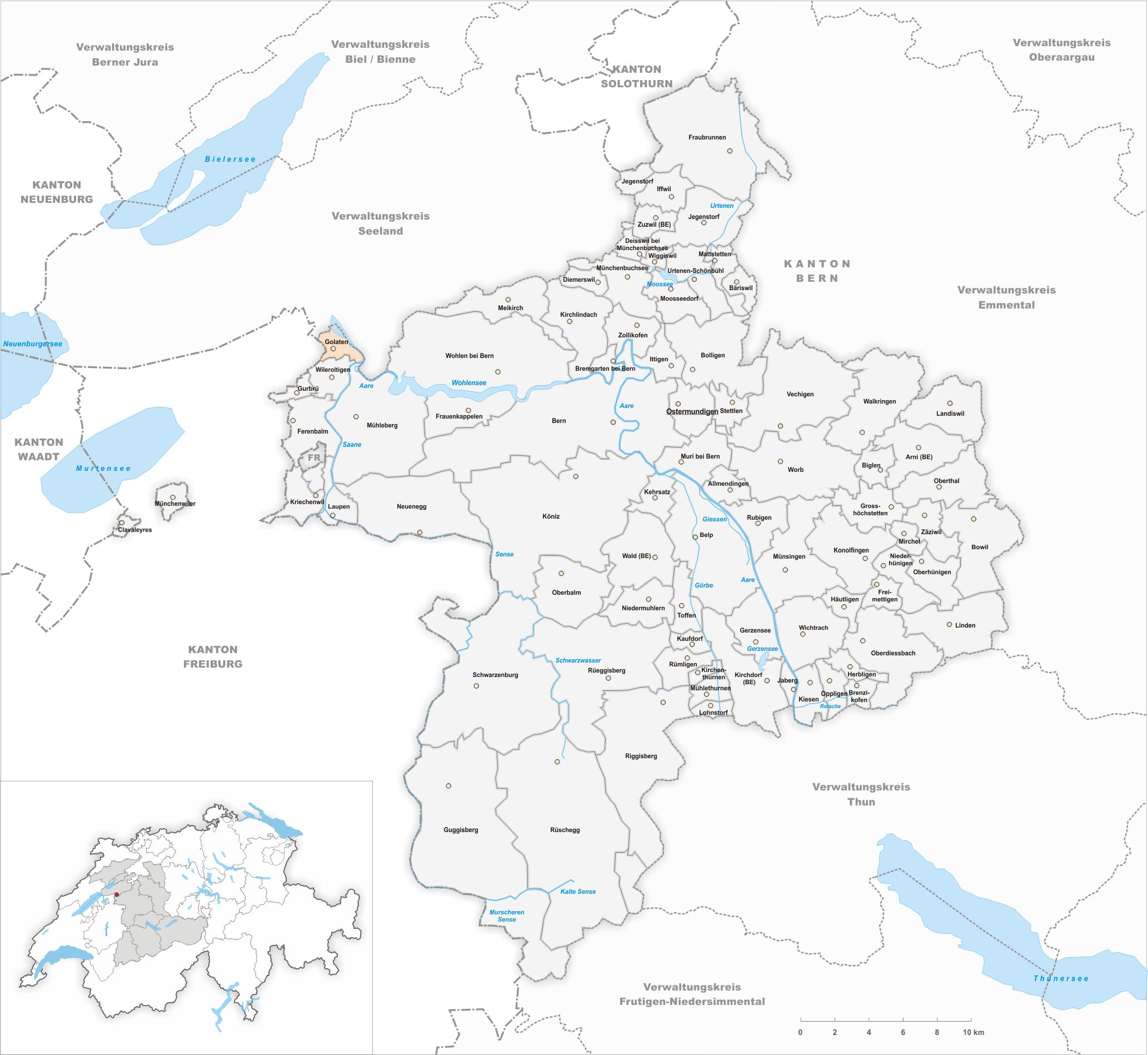
Territorio dell'ex comune di Golaten prima della soppressione il 1 gennaio 2019

Abitanti censiti

## Amministrazione
Ogni famiglia originaria del luogo fa parte del cosiddetto comune patriziale e ha la responsabilità della manutenzione di ogni bene ricadente all'interno dei confini del comune.